# 河迹湖

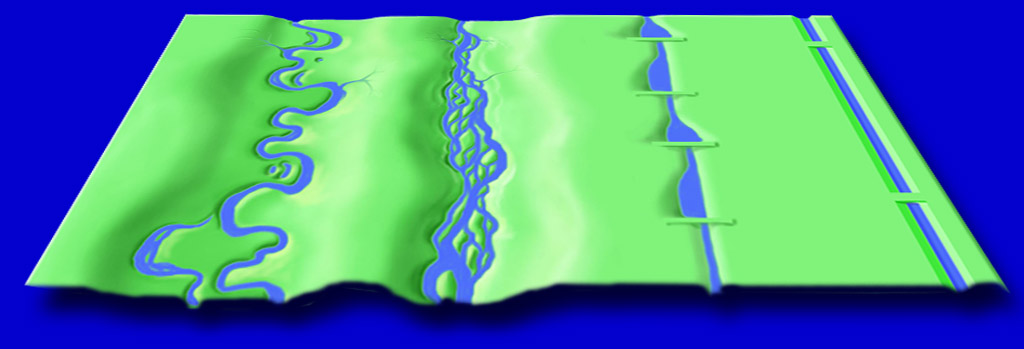
河迹湖的形成過程，當彎曲的河道被截斷，便會形成河跡湖（最左）

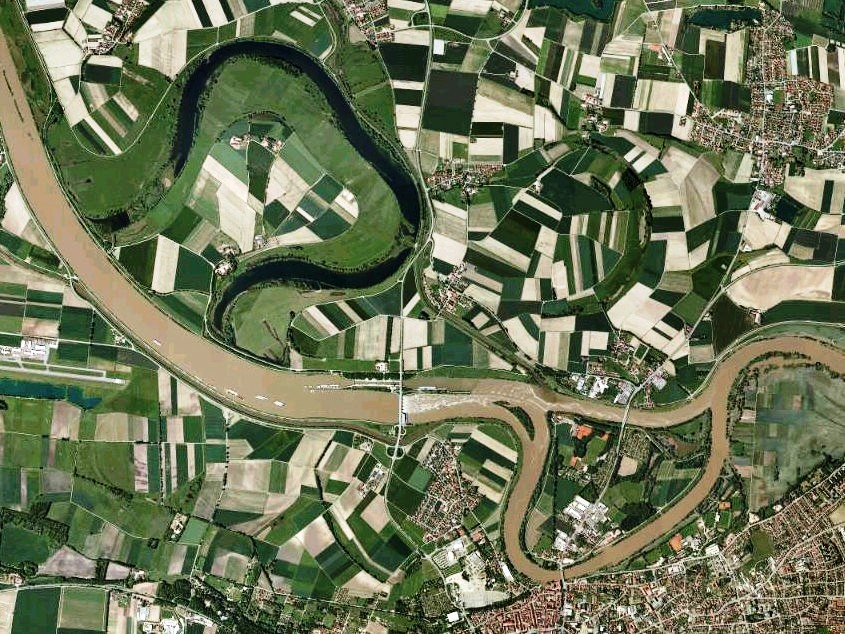
流經德國斯特洛丙北部的多瑙河，可見已經形成的河跡湖Öberauer Donauschleife（左上方），與未來可能形成河跡湖的河道（右下方）

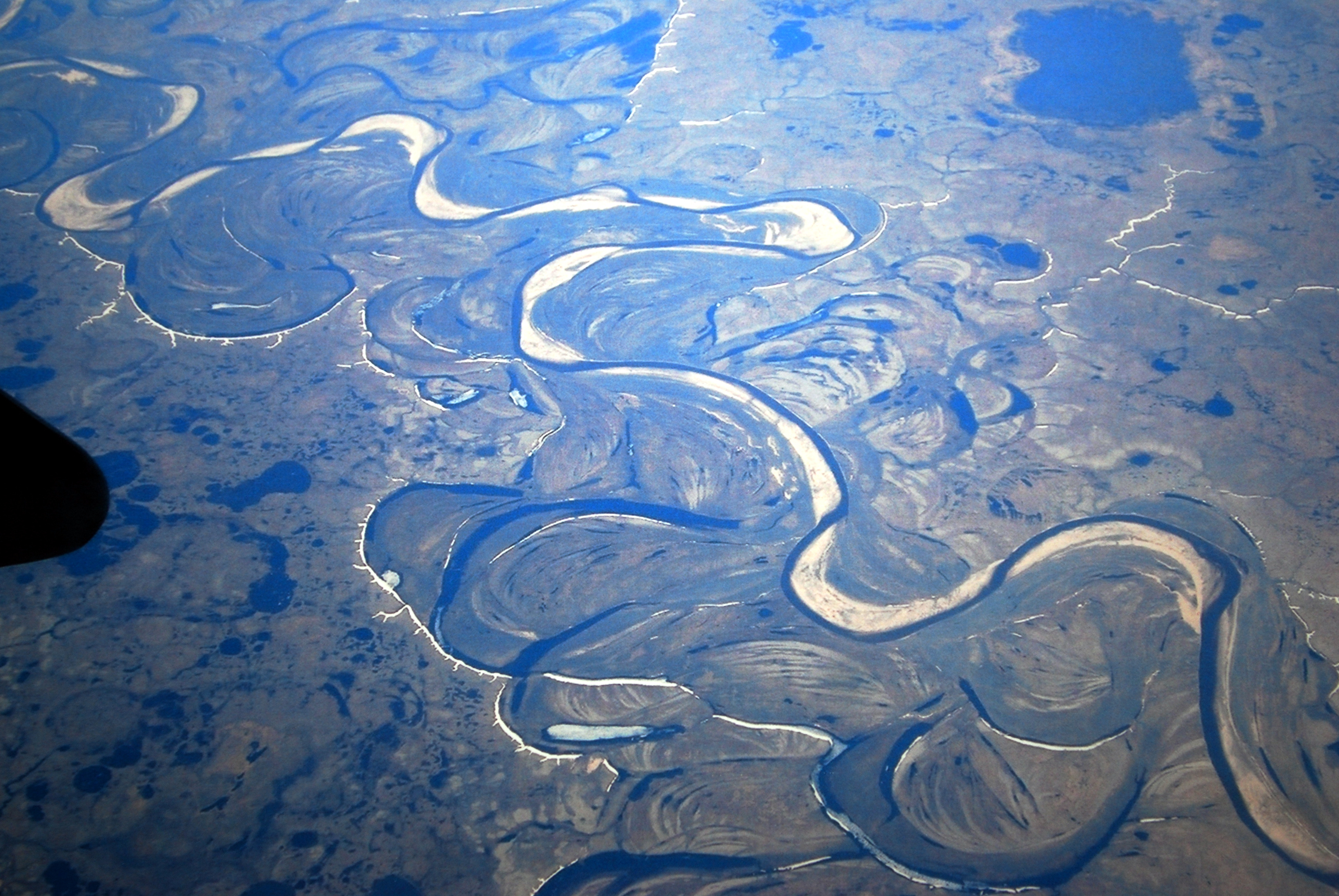
牛軛湖湖泊群空拍照（俄羅斯）

河迹湖，又稱牛軛湖、马蹄湖，是由于河流的变迁或改道，曲形河道自行截弯取直后留下的旧河道所形成之湖泊。这类湖泊多呈弯月形、水深较淺。在美國德克薩斯州南部，格蘭德河改道後所留下河迹湖被稱為「惋曲湖」（Resaca）。而在澳洲，河迹湖被稱為「比拉邦」（Billabong）。在日本，因為形狀近似於娥眉月，又稱「三日月湖」（／ Mikazuki-ko）。另外，Oxbow一詞亦可指河流或溪流中的U形河道（不論其是否與主河道分隔）。
在土星土衛六安大略湖附近亦發現河迹湖的存在。

## 文獻引用
- Lagasse, Peter Frederick. . Washington, D.C.: Transportation Research Board. 2004. ISBN 9780309088145 （英语）.